# Licia Verde
Licia Verde (Venècia, 14 d'octubre de 1971) és una cosmòloga italiana i física teòrica, actualment professora ICREA de Física i Astronomia a la Universitat de Barcelona. Els seus interessos de recerca inclouen l'estructura de gran escala de l'univers, l'energia fosca, la inflació i la radiació còsmica de fons.
Va graduar-se el 1996 a la Universitat de Pàdua i va fer el doctorat fins al 2000 a la Universitat d'Edimburg. Feu estada postdoctoral a la Universitat de Princeton i va començar a treballar a la facultat de la Universitat de Pennsilvània el 2003. El setembre 2007, Verde esdevingué professora d'ICREA a l'Institut de Ciències del Cosmos de la Universitat de Barcelona (ICCUB), on actualment dirigeix el grup de Cosmologia Física. Fou professora a la Universitat d'Oslo durant el període del 2013 al 2016. Va ser editora de Physics of the Dark Universe Journal i actualment del Journal of Cosmology and Astroparticle Physics.
Al llarg de la seva carrera, Verde ha treballat en els principals projectes cosmològics dels últims anys: el Galaxy Redshift 2dF (2dFGRS), la Wilkinson Microwave Anisotropy Probe (WMAP, «Sonda Wilkinson d'anisotropia de microones») i l'Sloan Digital Sky Survey (SDSS).
És una autora molt citada i prolífica, coneguda sobretot per la seva feina en l'estructura de gran escala, l'anàlisi de dades WMAP i el desenvolupament d'eines estadístiques per analitzar sondatges de l'Univers.
Aparegué a la pel·lícula Las leyes de la termodinámica.
L'any 2012 va ser guardonada amb el Premi Gruber de Cosmologia. Ha aconseguit diversos ajuts del Consell Europeu de Recerca: l'any 2009 va obtenir un ajut Starting i, l'any 2016, un ajut Consolidator. El 2018 rebé la medalla Narcís Monturiol i el Premi Nacional de Recerca.